# Надземный экспресс

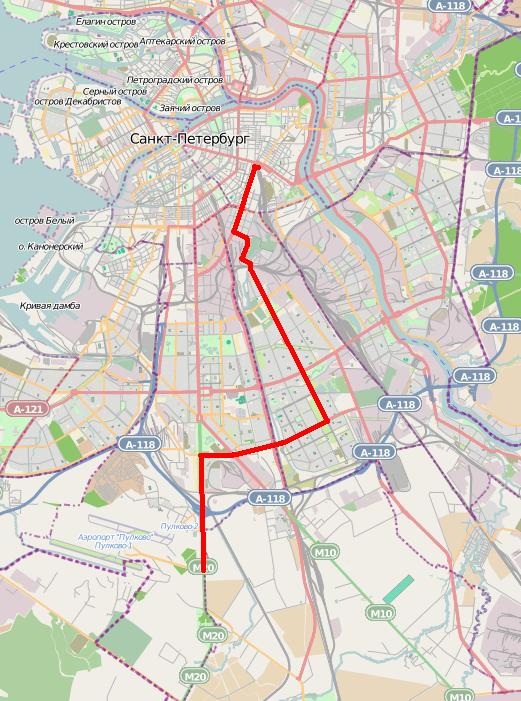
Схема прохождения трассы

«Надземный экспресс»  — отменённый проект системы легкорельсового транспорта в Санкт-Петербурге. По существу, являлся проектом линии скоростного трамвая. Начало строительства планировалось на 2015 год, пуск первого участка на 2018 год.
С 2014 года обсуждается альтернативный проект — Аэроэкспресс до аэропорта Пулково.

## Цели
«Надземный экспресс» должен был решить транспортные проблемы южной части города, соединив между собой Красносельский, Кировский, Московский, Фрунзенский, Невский административные районы. Большинство этих районов обеспечено связью с центром города посредством собственных радиальных веток метро, за исключением Красносельского (куда запланирована Красносельско-Калининская линия), однако между собой эти районы связаны плохо, как общественным транспортом, так и автомагистралями.
Перспективные планы строительства «надземного экспресса» предусматривали продление трассы в Петергоф, Весёлый Посёлок и Красногвардейский район, в аэропорт «Пулково». Также разрабатывался проект продления «надземного экспресса» до станции метро «Гражданский проспект», и далее — продолжения до станции метро «Старая Деревня» через проспект Просвещения и Коломяги.
Интервал движения должен был составить 2-6 минут, скорость движения — 80 км/ч.

## Трасса

### Первоначальный проект

#### Первая очередь
Длина первой очереди должна была составить 31 километр.
Трасса первой очереди «надземного экспресса» должна была пройти от пригорода Санкт-Петербурга Стрельны, где расположена морская резиденция президента РФ, до района Обухово.
Предусматривались станции:
- «Балтийская жемчужина — север» (в одноимённом микрорайоне)
- «Балтийская жемчужина — юг»
- «Петергофское шоссе» (на пересечении Петергофского шоссе и улицы Пионерстроя)
- «Улица Пионерстроя» (эта и последующие станции на пересечении одноимённой улицы и проспекта Ветеранов)
- «Улица Пограничника Гарькавого»
- «Улица Тамбасова»
- «Улица Партизана Германа» (пересадка на планируемую одноимённую станцию Красносельско-Калининской линии
- «Проспект Маршала Жукова»Разведка на трассе «Надземного экспресса» (Дачный проспект)
- «Улица Генерала Симоняка»
- «Улица Солдата Корзуна»
- «Улица Лени Голикова»

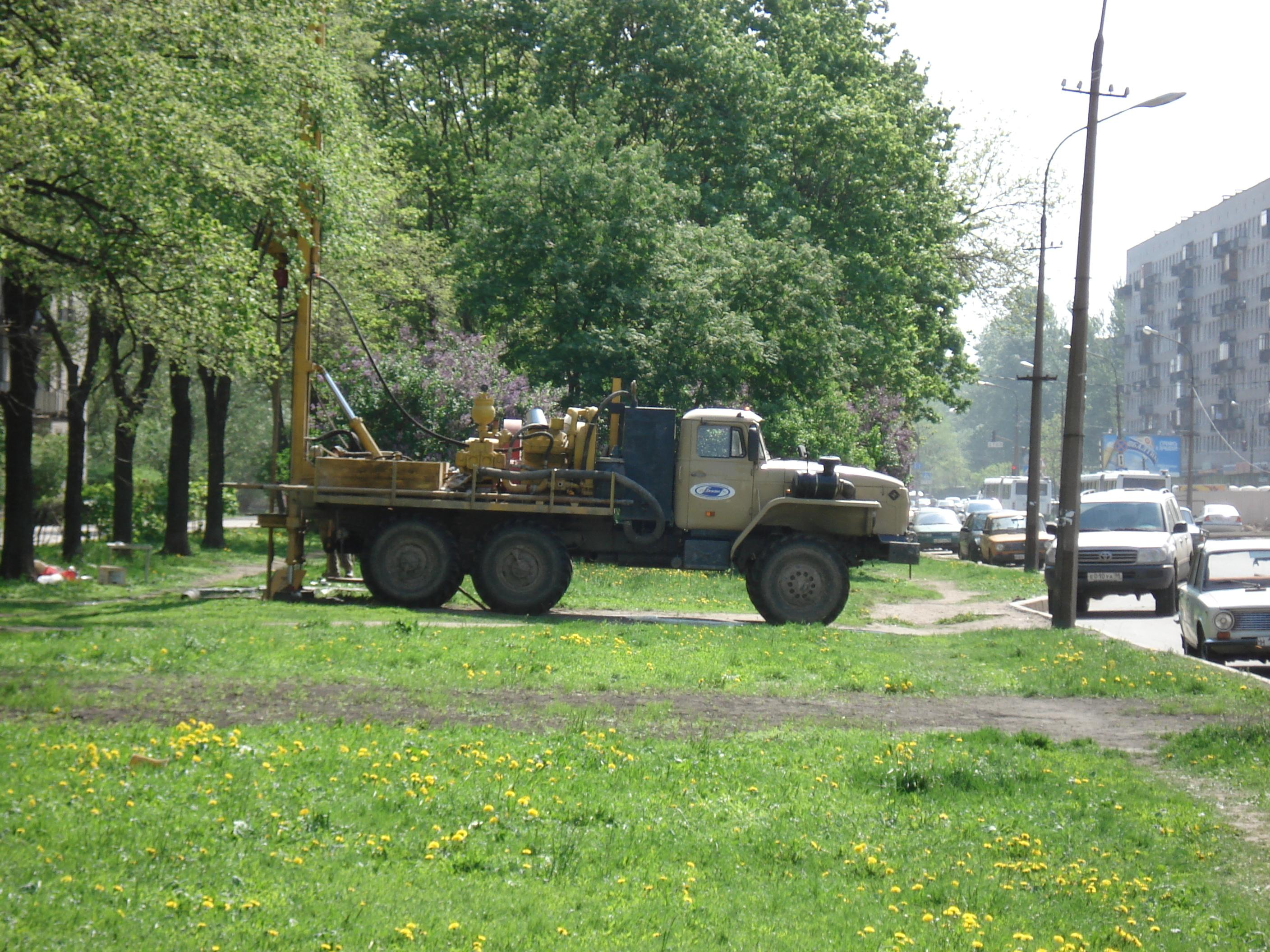
Разведка на трассе «Надземного экспресса» (Дачный проспект)

- «Проспект Ветеранов» (пересадка на одноимённую станцию Кировско-Выборгской линии, трасса поворачивает на бульвар Новаторов)
- «Проспект Народного Ополчения» (на пересечении одноимённого проспекта и улицы Подводника Кузьмина, далее «надземный экспресс» по эстакаде пересекает кольцевую автодорогу и железную дорогу Ораниенбаумского направления)
- «Депо» (в свободной от застройки зоне за кольцевой автодорогой, далее «надземный экспресс» вновь пересекает кольцевую и железную дорогу Гатчинского направления)
- «Предпортовая» (в начале одноимённой улицы)
- «Пулковское шоссе» (на пересечении одноимённого шоссе и Дунайского проспекта)
- «Звёздная» (пересадка на одноимённую станцию Московско-Петроградской линии)
- «Купчино» (пересадка на одноимённую станцию Московско-Петроградской линии и железнодорожную станцию)
- «Будапештская» (на пересечении одноимённой улицы и улицы Ярослава Гашека)
- «Бухарестская» (на участке одноимённой улицы между улицей Ярослава Гашека и Дунайским проспектом, пересадка на станцию «Дунайская» Фрунзенско-Приморской линии)
- «Обухово» (пересадка на одноимённую станцию Невско-Василеостровской линии и железнодорожную станцию)

#### Вторая очередь
Вторая очередь «надземного экспресса» должна была войти в концепцию развития, которую Смольный планировал подготовить для участия в федеральной программе «Транспорт России» и получения финансирования из бюджета Российской Федерации.
Вторая очередь согласно генеральному плану, предусматривает продление трассы после «Обухово».
Вариант начала 2008 года предполагал следующую трассировку после «Обухово»: на север, вдоль главного хода Октябрьской железной дороги и сворачивает на восток по проспекту Елизарова к станции метро «Елизаровская». После того как трасса пересекает Неву, «надземный экспресс» вдоль улицы Коллонтай направляется к станции метро «Проспект Большевиков».
В конце 2008 года был озвучен второй вариант, который пересёк Неву в новом месте: по ул. Грибакиных к станции метро «Пролетарская» и на север вдоль улицы Бабушкина. После того, как трасса пересекает Неву, «надземный экспресс» вдоль Народной улицы и проспекта Большевиков направляется к станции метро «Проспект Большевиков».
Затем «надземный экспресс» поворачивал на север, вдоль Российского и Индустриального проспектов.
Там запланирована пересадка на станцию проектируемой Ржевской линии, после чего «надземный экспресс» направится на север, мимо станции «Ручьи» проектируемой Красносельско-Калининской линии, до конца Гражданского проспекта, где будет расположена конечная станция «надземного экспресса».
Также была озвучена неожиданая часть линии в Приморском районе: линия идёт на юго-запад по Шуваловскому проспекту и Туристской улице до проспекта Савушкина, где предполагалось разместить конечную станцию «надземного экспресса».
Строительство второй очереди планировалось закончить к 2020 году.

#### Линия вПетергоф(перспективы за второй очередью)[7]
Помимо указанных станций первой очереди разрабатывались планы по продлению трассы «надземного экспресса» до Петергофа. Условием строительства является получение федерального финансирования этого проекта как социально-значимого в связи со статусом Петергофа как наукограда. Пожелание довести трассу «Надземного экспресса» до ПУНКа в неофициальном порядке высказал премьер-министр Владимир Путин.
Проект строительства линии предусматривал разветвление «надземного экспресса» на станции «Улица Пионерстроя». Решение о выборе вилочного, маршрутного или раздельных линий с пересадкой на станции «Улица Пионерстроя» не было принято.
На линии предусматривались станции (ориентировочно):
- «Улица Пионерстроя» (на пересечении одноимённой улицы и проспекта Ветеранов)
- «Володарка» (на оси проспекта Будённого)
- «Дворец Конгрессов» (на пересечении Красносельского и Санкт-Петербургского шоссе)
- «Стрельна» (в центре одноимённого посёлка)
- «Михайловка»
- «Знаменка» (на пересечении Санкт-Петербургского и Ропшинского шоссе)
- «Олений парк» (пересадка на железнодорожную станцию «Новый Петергоф»)
- «Ольгин пруд» (на пересечении улицы Прудовая и Санкт-Петербургского проспекта)
- «Егерская слобода»
- «Наукоград»

#### Линия ваэропорт «Пулково»
К 2018 году планировалось построить ответвление к аэропорту «Пулково».
До аэропорта Пулково с 2015 года реализуется проект Аэроэкспресса.

### Обновлённый проект
15 октября 2009 года губернатор Санкт-Петербурга Валентина Матвиенко объявила о принципиальном изменении трассы «Надземного экспресса». В соответствии с первым вариантом нового проекта линия должна пройти от аэропорта Пулково до Московского вокзала по Дунайскому проспекту мимо станций метро «Звёздная» и «Купчино», Бухарестской улице мимо станции метро «Волковская», Касимовской, Камчатской и Расстанной улицам и Лиговскому проспекту. Длина — около 25 километров, в соответствии со вторым — от аэропорта Пулково до Московского вокзала вдоль железной дороги. В конце 2010 года было объявлено о наличии проекта прокладки линии по Пулковскому шоссе, Московскому и Лиговскому проспектам.

## Технологии

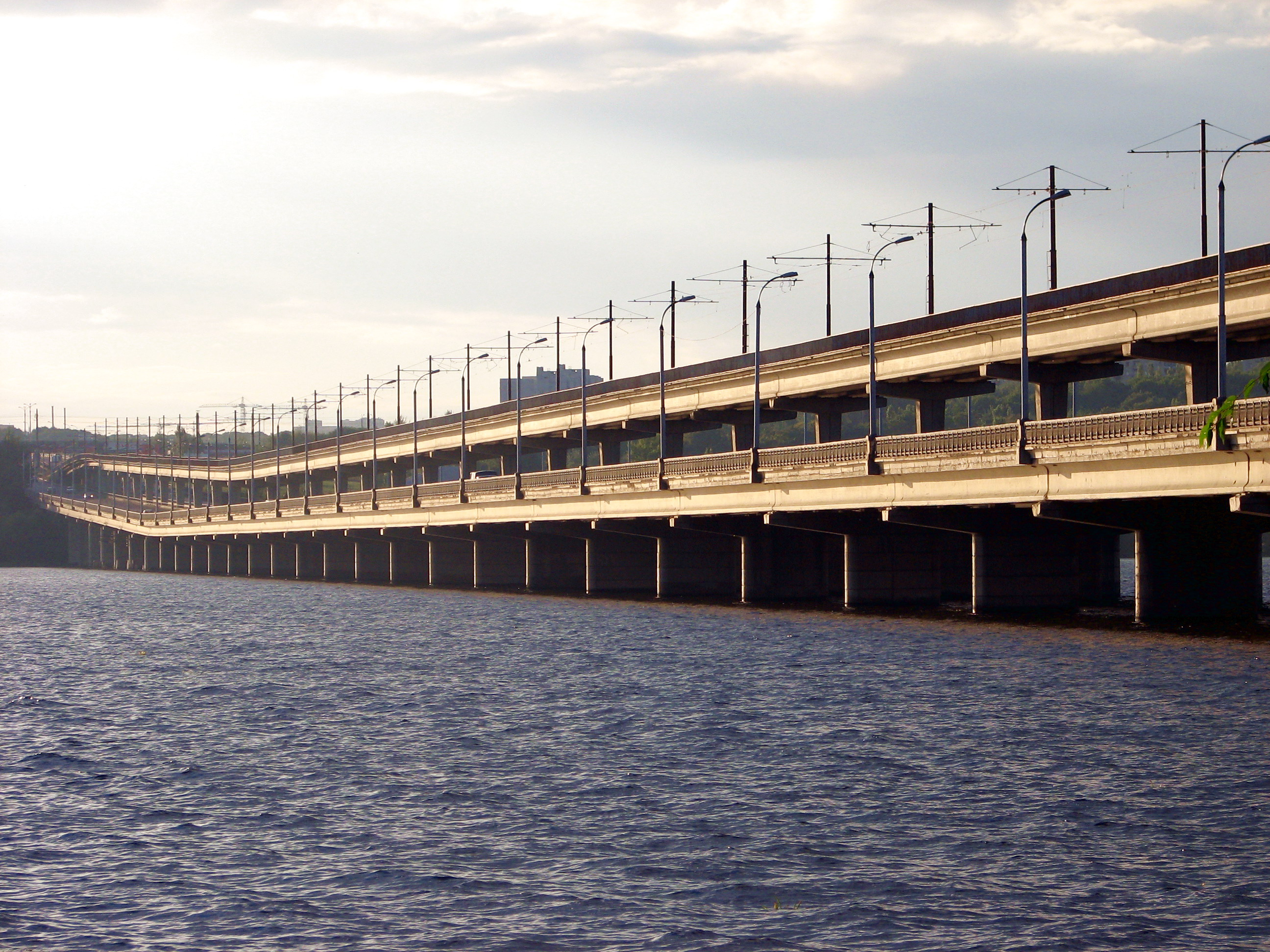
Северный трамвайный мост в Воронеже.

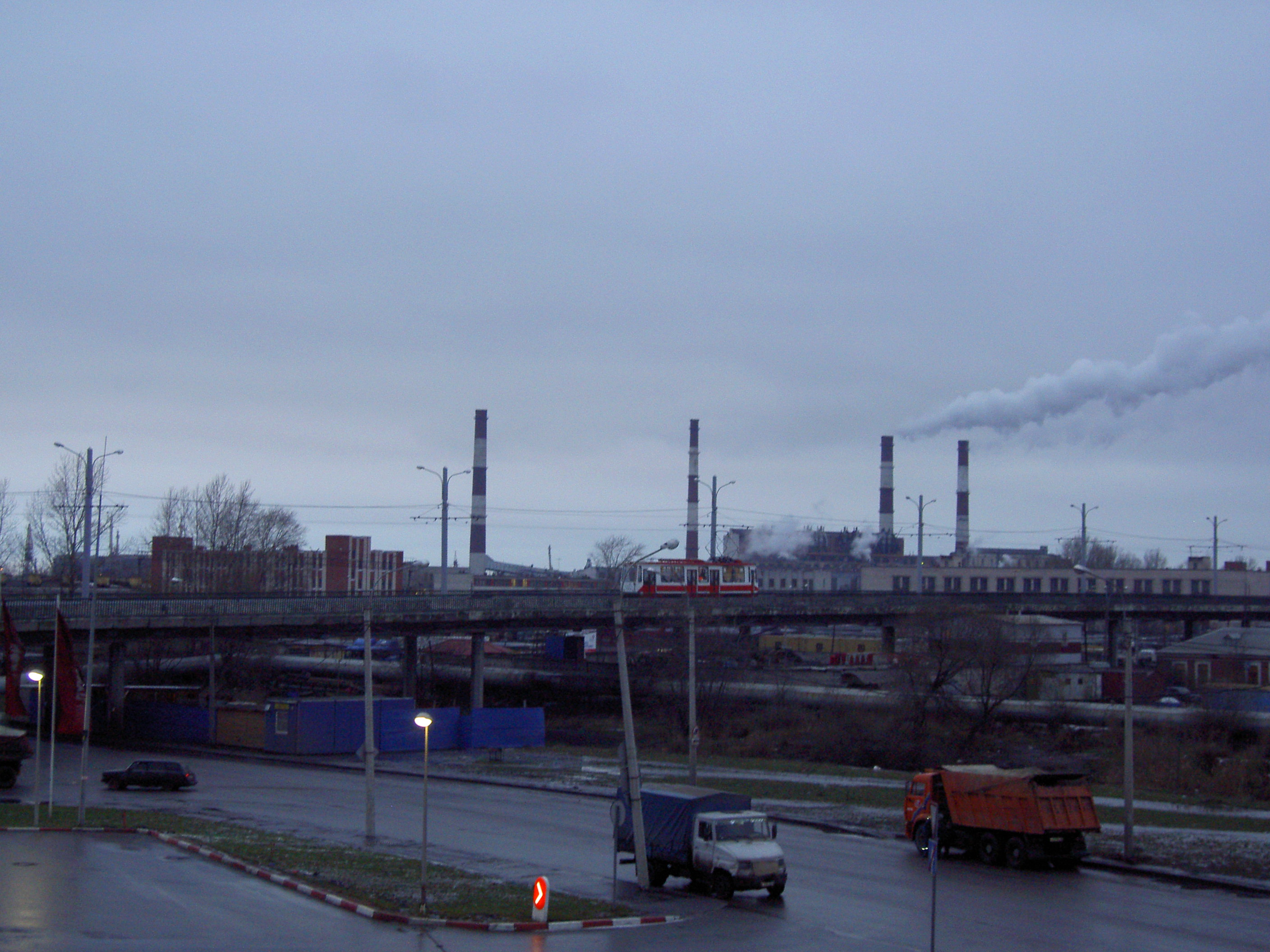
Трамвайный путепровод в Автово

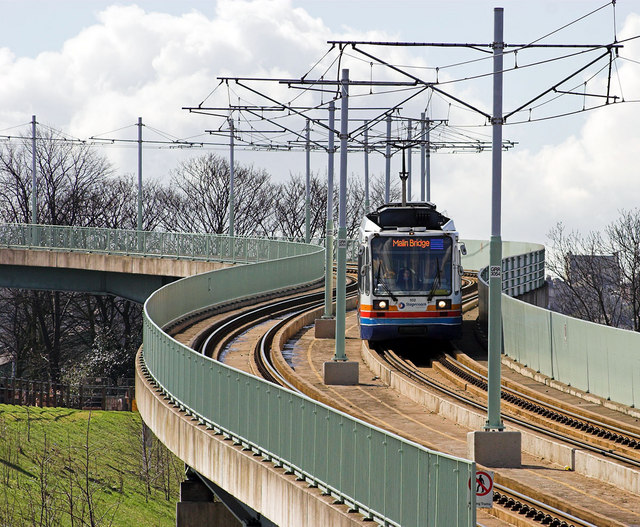
Трамвайная эстакада в Великобритании

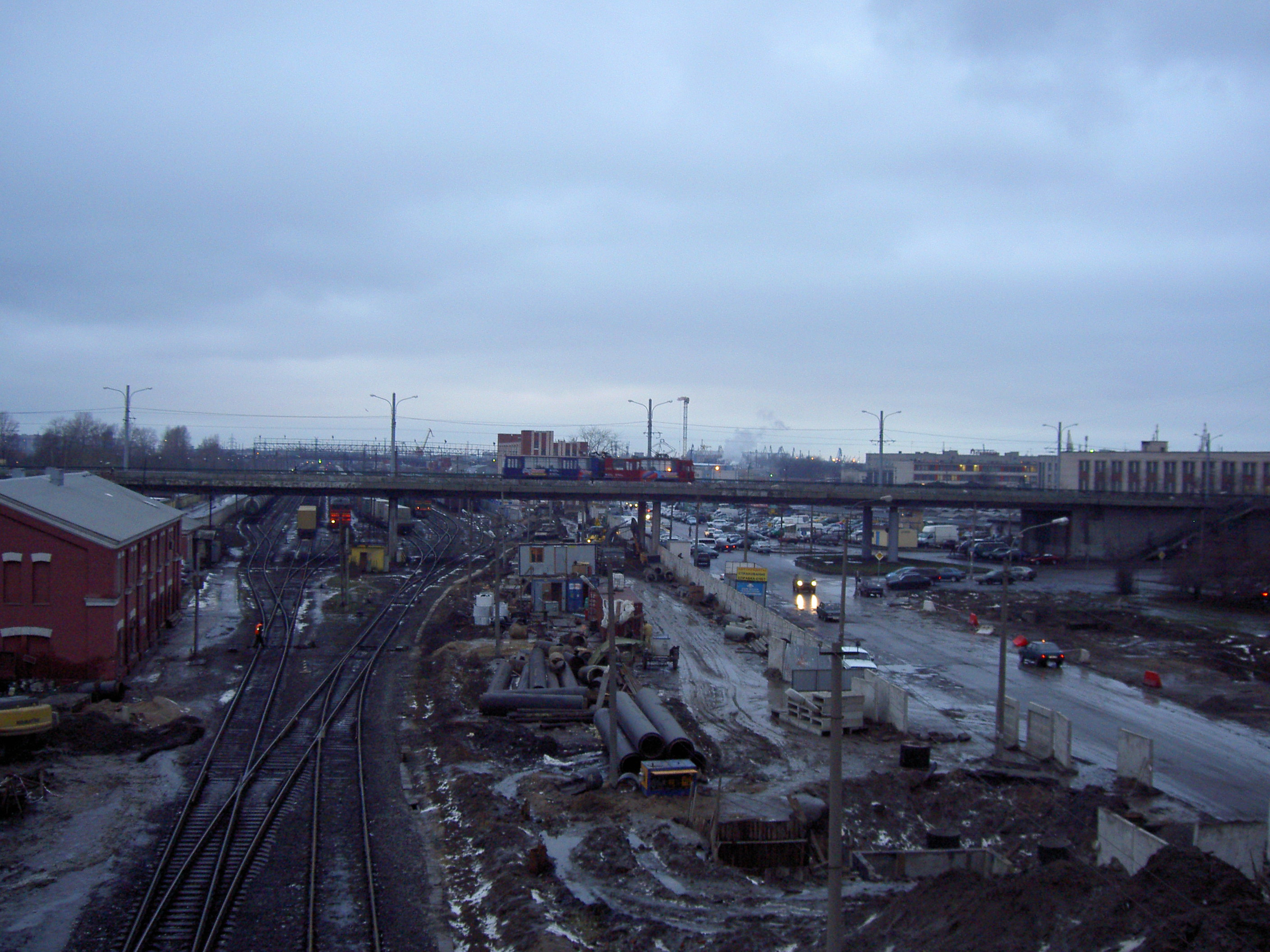
Трамвайный путепровод в Автово

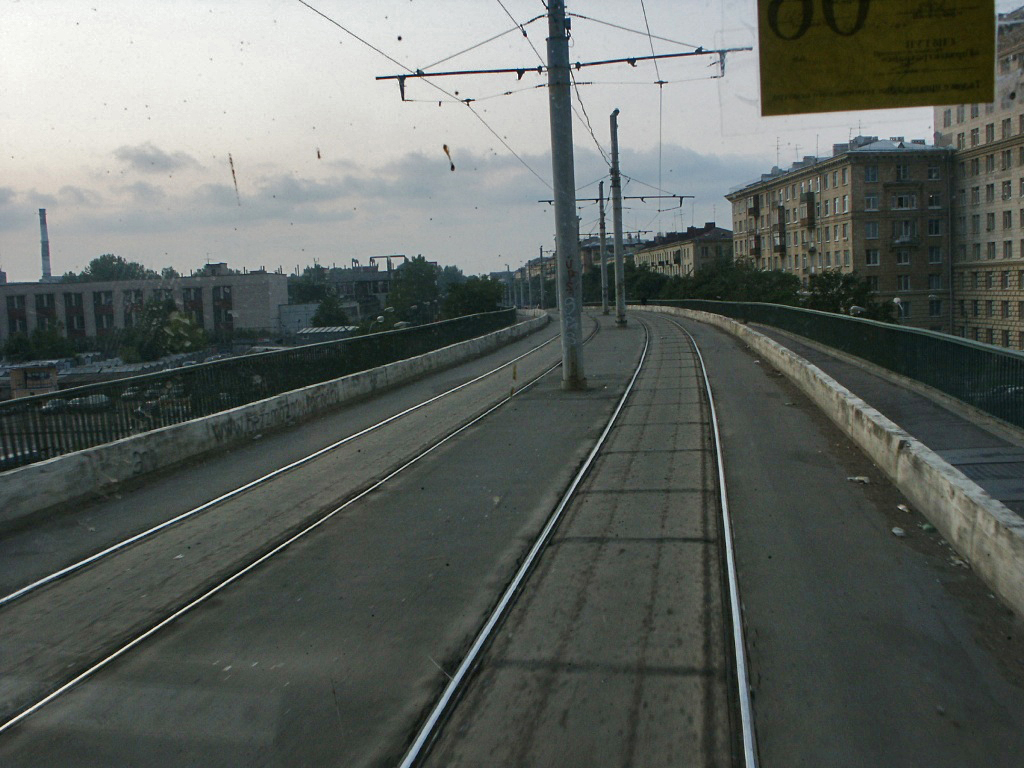
Трамвайный путепровод в Автово

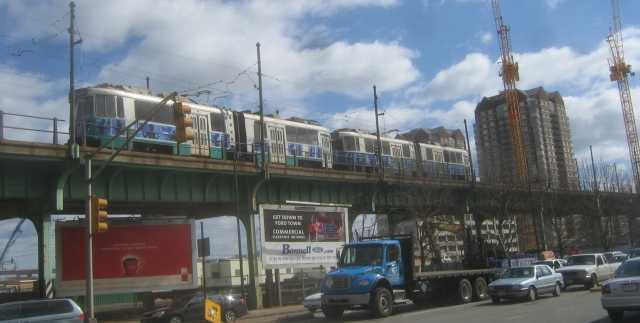
Трамвайная эстакада в городе Кембридж, США

Городское правительство отказалось от ранее рассматривающихся технологий монорельса и «трамвая на шинах» в пользу классического легкорельсового транспорта. В качестве вариантов подвижного состава рассматривается несколько предложений от ведущих мировых производителей подвижного состава для систем легкорельсового транспорта. Частично наземное прохождение трассы и «трамвайное» прошлое подвижного состава, вероятно, послужит причиной выбора верхнего токосьема (при помощи пантографа).
По информации городских властей, стоимость закупки подвижного состава оценивается в 4,5 млрд рублей.

## Подвижной состав
В 2008 году было озвучено, что весьма вероятно, что завод для строительства подвижного состава для «Надземного экспресса» будет построен в Санкт-Петербурге.

## Сроки ввода в эксплуатацию
Изначально заявлялось, что «надземный экспресс» будет сдан в эксплуатацию в 2008 году, но впоследствии сроки реализации проекта неоднократно сдвигались. В мае 2008 года начало строительства планировалось на 2009 год, пуск первого участка на 2011. В октябре 2008 г. вице-губернатор Санкт-Петербурга Александр Вахмистров заявил о сдвиге сроков запуска надземного экспресса как минимум на один год. В феврале 2009 года в качестве сроков начала строительства был назван 2011 год, даты ввода в эксплуатацию — 2013—2014 годы.

## Хронология событий

### 2007 год
- - Осень ОАО «Ленгипротранс» завершил разработку проекта первой очереди трассы надземного экспресса,
  - 18 декабря объявлен конкурс на строительство[21].
  - 25 декабря правительство Санкт-Петербурга приняло постановление «О заключении соглашения о создании и последующей эксплуатации линии нового вида пассажирского экспресса „Надземный экспресс“»[22]. Согласно постановлению, строительство линии будет осуществляться за счет средств петербургского бюджета и концессионера. По словам председателя комитета по инвестициям и стратегическим проектам петербургского правительства Максима Соколова, итоги конкурса по отбору инвестора предполагается подвести в мае 2008 года[23].

### 2008 год
Предполагается потратить 1,4 млрд руб на проведение первоначальных работ первой очереди новой трассы:
- Инженерная подготовка;
- Перенос коммуникаций;
- Компенсации за объекты недвижимости, которые придется сносить при строительстве надземного экспресса;
- Вынос инженерных сетей.

- - Январь должны были быть подведены итоги конкурса на строительство[21].
  - 24 апреля вскрыты конверты с конкурсными предложениями от потенциальных участников конкурса:[24].
    - Консорциум в составе компаний Bombardier, Vinci;
    - Консорциум в составе компаний Alstom, Boui Construction, Transdiv, «Мостостроительный отряд №19» (Санкт-Петербург);
    - Консорциум в составе компаний «Базовый элемент», «Внешторгбанк», Siemens, Strabag;
    - Консорциум в составе компаний Ansaldo, Skoda, ATM Milan, Soares da Costa Grupo;
    - Японская компания «Мицуи»
    - Китайская компания Hammonds

  - 5 мая Компания Hammonds исключена из числа потенциальных участников конкурса из-за ненадлежащего оформления документов.

Валентина Матвиенко заявила, что первый этап строительства Надземного экспресса будет завершён к 2011 году[25].
  - 22 мая в прессе объявлено о решении создать в Законодательном собрании рабочую комиссию по вопросам строительства в Петербурге трассы «Надземного экспресса». Комиссия будет решать вопросы соответствия этого проекта законодательным, техническим, санитарным и экологическим нормам. Также через неё пойдёт весь поток жалоб, которые будут тщательно рассматривать[26].
  - 26 мая управление Роспотребнадзора по Санкт-Петербургу выдало заключение о несоответствии проектных материалов «Надземного экспресса» требованиям санитарных норм и правил из-за повышенных шумового воздействия и вибрации[27].
  - Ноябрь Власти Санкт-Петербурга приняли решение сократить финансирование строительства проекта на 434 млн 271 тыс. руб. Заявленный объём инвестиций с учётом уменьшения цены составит 1 млрд 960 млн долл[5].

### 2009 год
В январе 2009 года вице-губернатор Санкт-Петербурга Александр Вахмистров заявил о том, что в связи с мировым финансовым кризисом реализация проекта «Надземный экспресс» будет приостановлена.

### 2015 год
В январе 2015 года Комитет по транспорту опубликовал проектную документацию по строительству линии скоростного трамвая от станции метро «Рыбацкое» до Колпино. Согласно расчётам проектировщиков, её можно пустить по четырём различным трассам стоимостью от 5,2 до 8 млрд рублей. Это второй объект ЛРТ после линии Пулково — «Купчино», стоимость которого рассчитана не «на коленке», а после подробных изысканий. Однако, судя по заявленным ценам, анонсированные планы по запуску трамвая во Всеволожск, Сертолово и Красное Село — дело далёкого будущего. В феврале 2015 года замминистра транспорта Николай Асаул заявил, что к чемпионату мира по футболу 2018 года может не появиться ни легкорельсового транспорта, ни аэроэкспресса до Пулково.
До аэропорта Пулково с 2015 года реализуется проект Аэроэкспресса.

## Государственно-частное партнёрство
«Надземный экспресс» будет создаваться на основе концессионного принципа: финансирование проекта будет осуществляться на 60 % из государственных средств (федеральная программа развития метро и легкорельсового транспорта) и на 40 % — из частных. Ориентировочная стоимость проекта: 33 миллиарда рублей.
Финансовым консультантом проекта выступает Всемирный банк.
Технико-экономическое обоснование и коммерческая оценка проекта подготовлены компанией «Профессиональные Комплексные Решения» (ПКР).
Власти будут использовать опыт двух предыдущих проектов, реализуемых по этому принципу — Западного скоростного диаметра и Орловского тоннеля.
Компании, которые будут участвовать в проекте:
- Siemens (Германия),
- Bombardier (Канада),
- Alstom (Франция),
- Ansaldo,

и другие, названия которых пока не разглашаются.
Сроки проведения конкурса на выбор инвестора неоднократно переносились: сначала дата «ноябрь 2008 года» была изменена на «январь 2009 года», а затем и на «май 2009 года».

## Проблемы
В качестве основных проблем первого проекта «надземного экспресса» его противниками назывались:
- Дополнительная загрузка перегруженной станции «Проспект Ветеранов», усугубление «эффекта Выхина» на южном участке Кировско-Выборгской линии
- Малая востребованность участка «Проспект Ветеранов» — «Купчино»
- Конкуренция с трамвайным маршрутом № 52 на участке «Улица Лётчика Пилютова» — «Проспект Маршала Жукова», возможный демонтаж трамвая как следствие этой конкуренции
- Демонтаж востребованного оставшегося участка Ораниенбаумской электрической линии петербургского трамвая как минимум от Стрельны до улицы Пионерстроя при строительстве участка надземного экспресса от Константиновского дворца до улицы Пионерстроя[32]
- Возможный отказ от строительства южного участка Красносельско-Калининской линии как следствие строительства экспресса.
- Появление дополнительного источника нежелательной вибрации непосредственно рядом с НИИФом и НОЦом в ПУНКе
- Сомнения бизнеса в соблюдении срока окупаемости проекта[6].